# Attaque à la prison d'Osny du 4 septembre 2016
L’attaque à la prison d'Osny est une agression terroriste survenue le 4 septembre 2016 à la maison d'arrêt d'Osny, dans le Val-d'Oise, en France. Perpétrée par Bilal Taghi, un détenu radicalisé, cette attaque vise deux surveillants pénitentiaires dans une unité dédiée à la prévention de la radicalisation. Revendiquée au nom de l’organisation État islamique, elle est considérée comme le premier attentat djihadiste commis dans une prison française. Cet événement a eu des répercussions importantes sur la gestion des détenus radicalisés en France.

## Contexte
Depuis les attentats de janvier 2015 contre Charlie Hebdo et l’Hypercacher, la France fait face à une vague d’attaques terroristes liées à l’islamisme radical. En 2016, le pays est toujours sous le régime de l’état d’urgence, instauré après les attentats du 13 novembre 2015. Dans ce contexte, les prisons françaises deviennent un lieu de préoccupation majeure en raison de la radicalisation de certains détenus. Pour répondre à ce phénomène, l’administration pénitentiaire expérimente des « unités dédiées » à la déradicalisation, dont une est mise en place à la maison d’arrêt d’Osny en janvier 2016. Ces unités visent à regrouper et encadrer les détenus identifiés comme radicalisés ou en voie de radicalisation, dans une démarche mêlant isolement et programmes de suivi.
L’attaque survient moins de deux mois après l’attentat de Nice du 14 juillet 2016, qui a fait 86 morts, accentuant les tensions autour de la menace terroriste intérieure. À Osny, la maison d’arrêt, située à environ 30 kilomètres de Paris, héberge alors plusieurs détenus signalés pour leurs liens avec des filières djihadistes, dans un climat de défiance croissante entre surveillants et administration sur la gestion de ces profils.

## Faits
Le 4 septembre 2016, vers 15 h 00, Bilal Taghi, un détenu de 24 ans incarcéré dans l’unité de prévention de la radicalisation, sort de sa cellule pour se rendre à la promenade. Armé d’un couteau artisanal dissimulé sous une serviette, il adopte une attitude suspecte qui attire l’attention du surveillant venu le chercher, Philippe H.. Alors que ce dernier lui demande de regagner sa cellule, Taghi se retourne brusquement et le poignarde à plusieurs reprises, visant notamment la gorge et la carotide. Un second surveillant, intervenant pour porter secours à son collègue, est également attaqué mais parvient à s’échapper avec le premier agent. Les deux victimes réussissent à se mettre à l’abri, tandis que Taghi reste dans le couloir avec quatre autres détenus, qui se tiennent à distance,.
L’attaque, qualifiée de « violente et déterminée », est stoppée par l’intervention rapide des équipes de sécurité de la prison. Taghi ne tente pas de fuir et est maîtrisé sur place. Les deux surveillants, grièvement blessés, sont hospitalisés ; leurs jours ne sont finalement pas en danger, mais l’un d’eux garde des séquelles physiques importantes. Taghi revendique immédiatement son acte au nom de l’État islamique, déclarant avoir voulu tuer des « représentants de l’État français » pour « mener son djihad »,.

## Auteurs
L’auteur de l’attaque, Bilal Taghi, né en 1992 dans les Ardennes, âgé de 24 ans et de nationalité franco-marocaine, est un détenu déjà condamné en mars 2016 à cinq ans de prison pour une tentative avortée de départ en Syrie, dans le cadre d’une association de malfaiteurs terroriste après avoir été interpellé en Turquie en 2015 avec sa femme et son enfant âgé de seulement deux mois . Incarcéré à Osny depuis sa condamnation, il est placé dans l’unité de déradicalisation en raison de son profil radicalisé, détecté lors de son précédent séjour en détention. Selon les enquêteurs, Taghi s’est radicalisé en prison dès 2012 et a préparé minutieusement son attaque, fabriquant une arme artisanale avec des matériaux disponibles dans sa cellule.
Les investigations menées par le parquet antiterroriste n’ont pas établi de complicité directe d’autres détenus dans l’acte lui-même, bien que des sources pénitentiaires aient évoqué la possibilité que certains aient été informés de ses intentions sans intervenir. Taghi agit seul lors de l’agression, mais son geste s’inscrit dans un contexte plus large d’appels de l’État islamique à cibler les gardiens de prison, relayés notamment via des publications de propagande.

## Suites judiciaires
Le parquet national antiterroriste (PNAT) se saisit de l’affaire dès le 5 septembre 2016, ouvrant une enquête pour « tentative d’assassinat sur personne dépositaire de l’autorité publique en relation avec une entreprise terroriste » et « association de malfaiteurs terroriste criminelle ». Bilal Taghi est mis en examen le 8 septembre 2016 et placé en détention provisoire dans une prison de haute sécurité.
Son procès s’ouvre devant la cour d’assises spéciale de Paris le 19 novembre 2019 et se tient jusqu’au 22 novembre. Le 22 novembre 2019, il est condamné à 28 ans de réclusion criminelle.
L’événement entraîne des réformes dans la politique pénitentiaire française. Les « unités dédiées » à la déradicalisation, jugées inefficaces et dangereuses après cet attentat, sont abandonnées dès février 2017 au profit des Quartiers d’évaluation de la radicalisation (QER). Ces derniers, déployés dans plusieurs prisons, visent à mieux évaluer la dangerosité des détenus radicalisés sur une période de quatre mois, avant de les orienter vers des régimes de détention adaptés (isolement, quartier spécifique ou détention ordinaire).
Un décret paru au Journal officiel le mercredi 7 août 2024 officialise la déchéance de la nationalité française pour Bilal Taghi : «Par décret en date du 5 août 2024, sur l'avis conforme du Conseil d'État, est déchu de la nationalité française: M. Bilal TAGHI».